# Cavia aperea
Cavia aperea är en däggdjursart som beskrevs av Johann Christian Polycarp Erxleben 1777. Cavia aperea ingår i släktet egentliga marsvin och familjen Caviidae. IUCN kategoriserar arten globalt som livskraftig.
Inga underarter finns listade i Catalogue of Life. Wilson & Reeder (2005) skiljer mellan 6 underarter.
Individerna blir i genomsnitt 27,2 cm långa och saknar svans. De har en robust kropp och korta extremiteter. Vid framfötterna finns fyra tår och vid bakfötterna tre tår. Alla är utrustade med kraftiga klor. Den långa pälsen har en mörk gråbrun till svartaktig färg.
Detta marsvin förekommer med flera från varandra skilda populationer i Sydamerika. Arten saknas i Amazonområdet. I norra Sydamerika finns en stor population från nordvästra Colombia över Venezuela till Surinam. Även i Ecuador förekommer mindre populationer. Den andra stora populationen hittas från centrala Brasilien till västra Bolivia och till centrala Argentina. I bergstrakter når Cavia aperea 3000 meter över havet. Habitatet utgörs av savanner och liknande områden.
Flocken består vanligen av en hane, två honor och deras ungar. Arten äter huvudsakligen gräs och dessutom ingår blad, frön, blommor och bark i födan.
Flera individer delar ett underjordiskt bo. De är aktiva mellan gryningen och skymningen. Honor kan para sig flera gånger per år. Dräktigheten varar cirka 62 dagar och sedan föds upp till 5 ungar, vanligen 2. Ungarna är vid födelsen bra utvecklade. De kan redan under första dagen äta fast föda. Trots allt diar ungarna sin mor cirka tre veckor. Ungarna blir könsmogna efter 30 dagar. Med människans vård kan Cavia aperea leva 8 år. I naturen blir den ofta offer för medelstora rovdjur, som mårddjur.